# Димитър Рохов
Димитър Ив. Рохов е български просветен деец.

## Биография
Димитър Рохов е роден на 24 юли 1884 година в Сливен. Учител по професия. Завършва гимнастически курсове в Прага, Австро-Унгария. Ръководи юнашкото дружество „Сливенски юнак“, а от 1908 година организира юнашки дружества в различни селища из Македония. Главатар е на гимнастическото дружество „Македонски юнак“, Дупница, където и учителства. След това става учител в Драмско.
При избухването на Балканската война в 1912 година е доброволец в Македоно-одринското опълчение, в четата на Никола Жеков и щаба на 13 кукушка дружина. Награден е с орден „За храброст“, IV степен.
Умира в 1976 година. Спортното училище в Сливен носи неговото име.